# Le Bon Exemple (film)
Pour les articles homonymes, voir Le Bon Exemple.
Pour plus de détails, voir Fiche technique et Distribution.
Le Bon Exemple est un film français réalisé par Léonce Perret, sorti en 1910.

## Fiche technique
- Titre : Le Bon Exemple
- Réalisation : Léonce Perret
- Scénario :
- Photographie :
- Montage :
- Producteur :
- Société de production : Société des Établissements L. Gaumont
- Société de distribution : Comptoir Ciné-Location
- Pays d'origine :  France
- Langue : film muet avec les intertitres en français
- Format : Noir et blanc — 35 mm — 1,33:1 — Muet
- Genre :
- Métrage : 252 mètres
- Durée : 8 minutes
- Dates de sortie :
  -  France : 12 novembre 1910